# Sonnenstein (Menhir)

Der Ort Colnrade führt den Beckstedter Sonnenstein in seinem Wappen

Als Sonnensteine werden der Sonnenstein von Beckstedt bei Colnrade, der Sonnenstein von Harpstedt und der Sonnenstein von Horsten in Niedersachsen bezeichnet. Die drei Steine sind vermutlich in der Bronzezeit entstanden. Sie zeigen die Petroglyphen konzentrischer Kreise auf der Vorderseite, die um einen vertieften Mittelpunkt verlaufen.
Ähnliche Steine gibt es in Irland, England und Schottland. Im Jahr 2000 wurde in der Nähe der Knowlton-Kreise in Dorset ein 1,05 m hoher Stein mit vier konzentrischen Ringen gefunden. Diese Darstellung kommt vereinzelt auch auf Gefäßen des Typs Grooved Ware vor die sich in den Henges von Wyke Down fanden. Auf skandinavischen Felsen finden sich ähnliche Ritzungen.

## Geschichte
Es wird angenommen, dass es sich bei den Sonnensteinen um bronzezeitliche Arbeiten handelt. Der Archäologe Walter Nowothnig zog 1956 durch einen Vergleich mit dem dreieckigen Sonnenstein von Cairnholy in Schottland, da dieser dem Sonnenstein von Beckstedt sehr ähnlich ist, den Schluss, dass die Steine aus der Bronzezeit stammen. Gefestigt wurde seine Auffassung dadurch, dass der schottische Stein an die Kammerwand der Megalithanlage angelehnt gefunden wurde und in der Kammer eine bronzezeitliche Nachbestattung erfolgt war. Ein Exemplar mit neun Ringen findet sich etwa fünf Kilometer östlich von Drumcarbit im County Donegal in Irland. 
Aus einer Steinkiste in Illmitz im Burgenland, Österreich stammt ein mit Winkelbändern verzierter 1932 gefundener Stein aus Leithakalk von 63 cm Höhe mit fünf konzentrischen Ringen und einem kleinen, beinahe quadratischen Seelenloch; er ist im Naturhistorischen Museum (Prähistorische Abteilung) in Wien ausgestellt.
Welche Bedeutung die Kreise hatten, konnte bisher nicht enträtselt werden. Die drei Sonnensteine bestehen aus Findlingen, die in der Saaleeiszeit vor 230.000 bis 130.000 Jahren von Gletschern nach Niedersachsen transportiert wurden. Da keine weiteren Sonnensteine in Deutschland bekannt sind, wird vermutet, dass alle Sonnensteine von einem Steinmetzen in der Bronzezeit geschaffen wurden. Konzentrische Ringe als Petroglyphen sind ansonsten Hauptbestandteil der britischen Cup-and-Ring-Markierungen.